# Nagaland
 (juillet 2022).
Si vous disposez d'ouvrages ou d'articles de référence ou si vous connaissez des sites web de qualité traitant du thème abordé ici, merci de compléter l'article en donnant les références utiles à sa vérifiabilité et en les liant à la section « Notes et références ».
Le Nagaland est un État du Nord-Est de l'Inde, dont la capitale est Kohima. Le nom vient des Nagas, ethnie locale répartie entre seize groupes et trente tribus qui constituent 84 % de la population. Les minorités ethniques sont les Chin (au nombre de 40 000), les Assamais (220 000) et les Bengalis de religion musulmane (14 000). Plus de 85 % de la population professe le christianisme, principalement baptiste.

## Histoire
L’Histoire ignore tout de la contrée correspondant à l’actuel Nagaland jusqu’au XIXe siècle. Les peuplades – les Nagas — qui l’habitaient étaient des chasseurs-cueilleurs et se consacraient  aux activités traditionnelles des peuples premiers (chasse, cueillette, agriculture vivrière). Les guerres tribales étaient fréquentes et les Nagas étaient coupeurs de têtes. Chaque tribu, chaque clan vivait isolément et avait ses propres traditions. C’est une ethnie de type mongoloïde.
Contrairement à l'Assam qui fut dirigé par plusieurs dynasties de râjas, comme l'atteste le pèlerin chinois Xuanzang, au VIIe siècle, la région de l’actuel Nagaland n'a pas connu d'organisation administrative avant l'arrivée des Britanniques et l'intégration du territoire dans le domaine du Raj britannique au cours de la première moitié du XIXe siècle. Les Britanniques mirent fin à la pratique de la coupe de têtes et aux guerres tribales et introduisirent les Nagas aux rudiments de leur civilisation. Kohima devint le centre administratif en 1887, des forces de police furent installées et des impôts instaurés. En fait, l'administration du pays démarra vraiment en 188?, des centres administratifs secondaires furent établis à Wokha (en) puis à Mokokchung (en).
Les Nagas furent évangélisés par des missionnaires baptistes venus d'Amérique. La conversion au christianisme, l'alphabétisation, l'initiation à l'anglais furent les causes de changements culturels considérables, et de la perte irrémédiable des traditions ancestrales.
Les Nagas furent peu concernés par la Première Guerre mondiale, même si certains d'entre eux participèrent aux combats en Europe sous le drapeau britannique. En revanche, lors de la Seconde Guerre mondiale, la région fut occupée par les Japonais, et les Nagas restèrent loyaux envers la Couronne.
C'est à partir du début des années 1920 qu'un début de conscience nationale prit corps parmi certaines élites. Lors de l'indépendance de l'Inde, la région fut incorporée de gré ou de force dans l'Union indienne, considérée comme héritière naturelle de l'Empire britannique, bien que le pays des Nagas, comme d'ailleurs les régions voisines, n'ait en commun avec celle-ci qu'une relative proximité géographique, à l'exclusion de toute communauté ethnique, culturelle, religieuse ou linguistique. L'action persévérante des autonomistes parvint pourtant à obtenir, sinon l'indépendance, au moins une certaine autonomie.
Le Nagaland est devenu un État fédéré le 1er décembre 1963. Auparavant, le statut de cette région était en question depuis 1956. Les mouvements indépendantistes, cependant, ne baissent pas la garde.
Le 2 octobre 2004, des attentats indépendantistes avec deux explosions de bombes dans les États de l'Assam et du Nagaland ont fait au moins 57 morts et plus de 100 blessés. Les autorités ont accusé deux organisations indépendantistes, le Front uni de libération de l'Assam et le Front démocratique national de Bodoland.

## Géographie

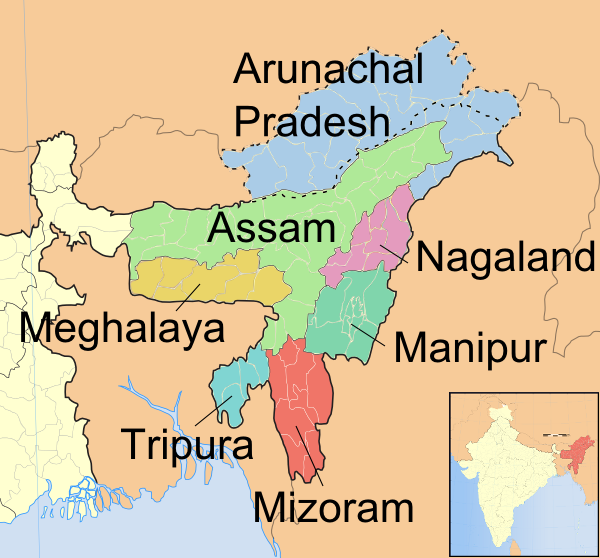
Une carte des "Sept États sœurs"

Le Nagaland est un des plus petits États de l'Union indienne en superficie. C'est une région de collines et de montagnes (avant d'obtenir son statut d'État fédéral, il se nommait district des Collines nagas).
Il est entouré par trois autres États indiens : Assam au nord-ouest, Arunachal Pradesh au nord, et Manipur au sud, ainsi que par la Birmanie à l'est.
Le pays est situé entre 25°6' et 27°4' de latitude nord, entre 93°20' et 95°15' de longitude est. Sa superficie est de 16 527 km2.
Il est parcouru par les rivières Dhansiri, Doyang, Dikhu, Milak, Zungki et Tizu. Le point culminant est le Saramati, à 3 841 m d'altitude.
Le climat varie considérablement avec l'altitude : 85 % du territoire du Nagaland est situé à plus de 1000 mètres d'altitude. Moins de 5 % du territoire est entre 500 mètres et 1000 mètres d'altitude.

## Politique et administration

### Divisions administratives

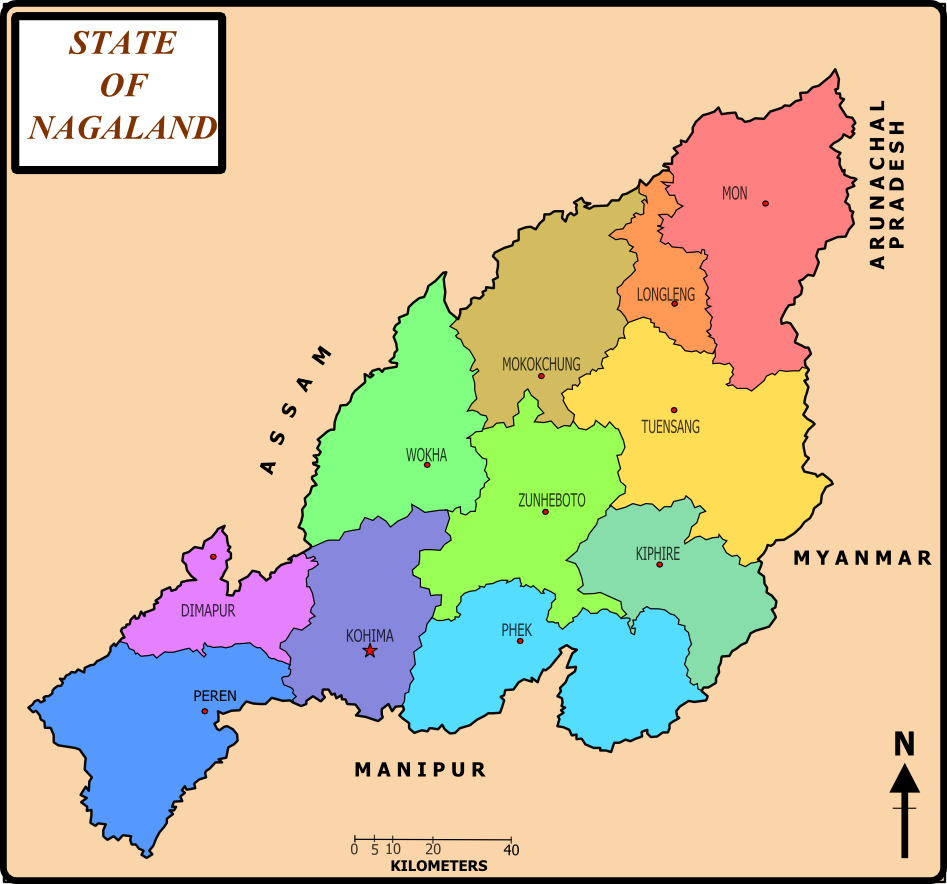

Le Nagaland est divisé en onze districts.

### Politique
Le gouverneur est le chef de l'État et représente le président de l'Inde. Ses pouvoirs sont essentiellement symboliques. R. N. Ravi est gouverneur depuis 2019.
L'Assemblée législative comprend soixante membres élus pour cinq ans. Les dernières élections ont eu lieu le 27 février 2018. Le principal parti politique représenté est le Front populaire naga (NPF).
Le gouvernement est dirigé par le ministre en chef. Neiphiu Rio, qui exerce la fonction depuis le 8 mars 2018, dirige un gouvernement de coalition entre son Parti nationaliste démocrate progressiste et le BJP.

## Démographie

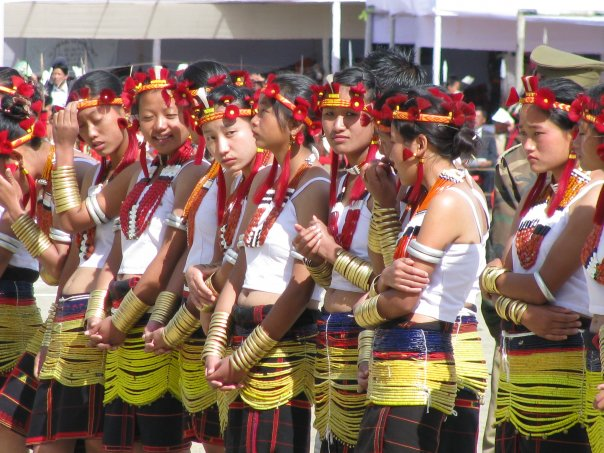
Jeunes femmes Sumi (Naga) en costume « traditionnel » pour les touristes

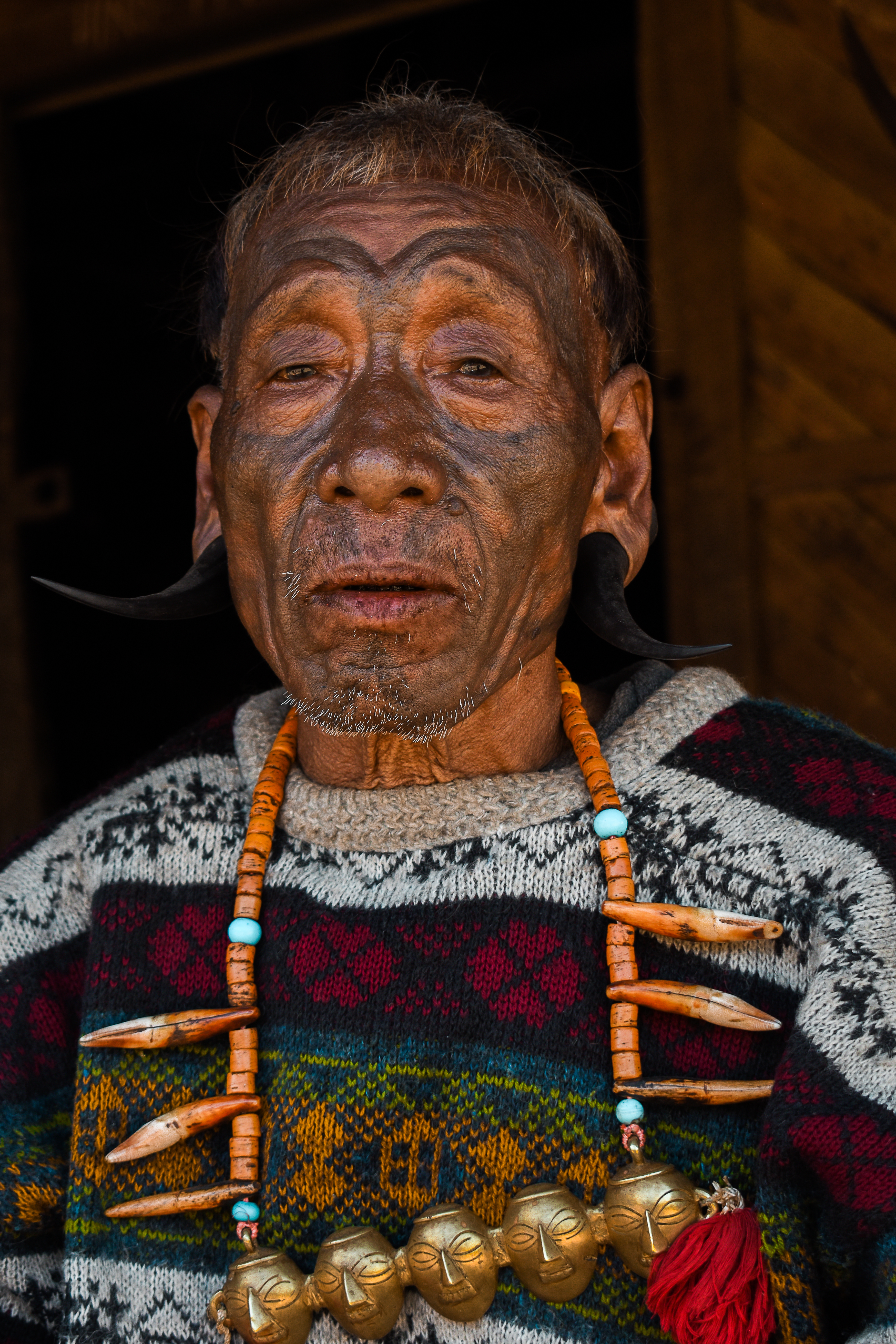
Un chasseur de têtes dans le village de Longwa, au Nagaland

Population : 1 978 502 habitants (recensement 2011)
- Groupes ethniques :
  - Nagas (16 tribus) : 83,6 %
  - Assamais : 11,5 %
  - Chins : 2,5 %
  - Bengalis : 0,8 %
  - autres : 1,6 %
- Religions :
  - Christianisme : 87,5 % (Baptistes pour plus de 60 %)
  - Hindouisme : 10,1 %
  - Islam : 1,7 %

Capitale : Kohima (77 000 habitants)

## Économie
En 2004 le PIB du Nagaland était de 1,4 milliard de dollars. Le secteur primaire, qui emploie 90 % de la population, domine l'économie du Nagaland. Les principales cultures sont le riz, le maïs, le millet, le tabac, la canne à sucre ainsi que la pomme de terre. La pratique du jhum (labourage) a conduit à l'érosion des sols et à une baisse de la fertilité, particulièrement dans l'Est de l'État. L'artisanat (tissage, potteries) est également une source de revenus. Le tourisme reste limité, principalement à cause des insurrections qui ont secoué le Nagaland au cours des cinq dernières décennies.

## Culture

### Langues
Bien que la langue officielle soit l'anglais, les langues locales appartiennent au groupe tibéto-birman.
Elles se répartissent en cinq groupes qui ne forment pas un clade dans la famille tibéto-birmane : le terme naga est une désignation générale utilisée par les colonisateurs et n'a pas de réelle valeur du point de vue linguistique ou même ethnographique.
Ces cinq groupes sont :
- Naga du nord (Chang, Phom, Konyak, Khiamngan, Wancho, Tangsa), langues qui s'apparentent au jingpo et au bodo-garo
- Ao Naga (Ao Chungli, Ao Mongsen, Lotha, Sangtam, Yimchunrü)
- Angami Naga (Angami, Mao, Pochuri, Rengma, Simi, Kheza)
- Zelianrong Naga (Zeme, Liangmai, Nruangmei, Khoirao, Puiron, Maram)
- Tangkhul Naga.

D'autre part, le bengali est parlé par les 0,8 % de la population qui sont Bengalis, mais la langue est parlée et comprise par environ 10 % de la population. Quant au hindi, enseigné dès le collège, où il est une langue optionnelle en concurrence surtout avec l'anglais et le bengali, il est très peu parlé au Nagaland.

### Religion
Le Conseil de l'église baptiste du Nagaland est fondé en 1937. En 2016, il compterait 1 615 églises et 610 825 membres.
Le christianisme pratiqué au Nagaland est souvent mélangé avec des pratiques animistes, qui sont plus ou moins importantes et qui varient d'une tribu à une autre. À la date de 2018, l'hindouisme est pratiqué par 10,1 % de la population et l'islam par 1,7 %.